# Força del Desert Occidental
La Força del Desert Occidental (anglès: Western Desert Force) va ser una formació de la Commonwealth que lluità en la Segona Guerra Mundial, estacionada a Egipte.

## Història
El 17 de juny de 1940, el quarter general de la 6a divisió d'infanteria britànica va ser denominada com a Força del Desert Occidental. La unitat consistia en la 7a Divisió Cuirassada i la 4a Divisió d'Infanteria Índia. La força estava comandada pel Major-General Richard O'Connor.
El setembre del 1940, quan tingué lloc la Invasió italiana d'Egipte, la força estava composta per uns 36.000 soldats i uns 65 tancs.
Des d'inicis de febrer de 1940 i fins a febrer de 1941, durant l'Operació Compass, els èxits de la Força del Desert Occidental van fer que s'originés una paròdia de la famosa frase de Churchill "Mai tants han degut tant a tan pocs". La Força del Desert Occidental van capturar a tants italians que Anthony Eden afirmà que "Mai tants s'han rendit a tan pocs". Des del 14 de desembre, la 6a divisió australiana substituí a la 4a divisió índia, que va ser destinada a la Campanya d'Àfrica Oriental.
L'1 de gener de 1941 la Força del Desert Occidental passà a denominar-se XIII Cos. Al febrer de 1941, la resta de tropes italianes a la Cirenaica es retiraven per la via Balbia perseguides per la 7a divisió cuirassada i la 6a divisió d'infanteria australiana. Quan l'Operació Compàs finalitzà amb la rendició del Desè Exèrcit italià, el Quarter General del Cos es desactivà i les seves responsabilitats van ser assumides pel Quarter General Cirenaica, un comandament estàtic, en conjunció amb la postura defensiva aliada al desert occidental, mentre que el Comandament de l'Orient Mitjà havia de centrar-se en la invasió alemanya de Grècia.
Després que les forces italianes del nord d'Àfrica fossin reforçades amb l'Afrika Korps durant l'Operació Sonnenblume, el tinent general Philip Neame, oficial comandant de la Cirenaica, va ser capturat durant l'avanç de Rommel i el Quarter General de la Força del Desert Occidental tornà a activar-se el 14 d'abril, a les ordres del major general Noel Beresford-Peirse, per prendre el comandament de les forces de la Commonwealth al desert occidental i aturar l'avanç de l'Eix a la frontera entre Líbia i Egipte.
L'agost de 1941, Archibald Wavell va ser substituït com a Comandant en Cap de l'Orient Mitjà per Claude Auchinleck i les forces britàniques i de la Commonwealth van ser reforçades al setembre de 1941 per crear el Vuitè Exèrcit britànic. Durant aquesta reorganització, la Força del Desert Occidental  va ser denominada de nou com a XIII Cos a l'octubre de 1941 i finalment formà part del  Vuitè Exèrcit.